# Jorge Bava
Jorge Bava (vollständiger Name: Jorge Rodrigo Bava) (* 2. August 1981 in Montevideo) ist ein uruguayischer Fußballspieler.

## Karriere

### Verein

#### Die ersten Karrierejahre
Bava, der auf der Position des Torwarts spielt, begann seine Karriere bei Progreso 1998 in der Segunda División. 1999 wechselte er zu Peñarol, blieb dort aber ohne Einsatz. 2001 in Reihen Juventuds stehend, führte ihn sein Weg 2002 erstmals zu Nacional Montevideo. Schon im Folgejahr stand er jedoch bei Bella Vista unter Vertrag und absolvierte für diesen Verein 16 Spiele im Torneo Apertura 2003 der Primera División. Zur Clausura jenes Jahres kehrte er zu Nacional zurück, um dort elfmal in der restlichen Spielzeit das Tor zu hüten. Zwischenzeitlich verlor er seinen Stammplatz an Sebastián Viera, kehrte jedoch nach dessen Wechsel Mitte 2005 zu Villarreal ins Tor Nacionals zurück. Den Montevideanern blieb er bis einschließlich zur Apertura 2006 treu, in der er elfmal zum Einsatz kam, und wurde in den Spielzeiten 2005 und 2005/06 zweimal Uruguayischer Meister. In Reihen der Bolsos kam Bava auch auf internationaler Ebene zum Einsatz und absolvierte in den Copa-Libertadores-Wettbewerben 2004, 2005 und 2006 insgesamt 15 Spiele. Anfang 2006 war Bava jedoch an Mumps erkrankt und hatte seinen Stammplatz in der Folge an Alexis Viera verloren.

#### Wechsel ins Ausland
Danach ging er ins Ausland und schloss sich dem amtierenden paraguayischen Meister Club Libertad an. Dort konnte er mit dem Titel in der Spielzeit der Primera División des Jahres 2007, in der er 32-mal eingesetzt wurde, eine weitere Meisterschaft gewinnen. Je nach Quellenlage 31 oder 33 Liga-Spiele und zwölf Partien der Copa Libertadores folgten im Jahr 2008 im Rahmen einer Ausleihe für den mexikanischen Klub Atlas Guadalajara, bevor er 2009 abermals für die paraguayischen Hauptstädter vom Club Libertad antrat und in 29 Spielen den gegnerischen Stürmern im Tor der Asuncióner gegenüberstand. In der Copa Libertadores der Jahre 2007, 2009 und 2010 vertrat er die Farben des Club Libertad in 16 Begegnungen. Einer Ende Januar 2010 beginnenden Zwischenstation beim argentinischen Verein Rosario Central, wohin er seitens Libertad ausgeliehen wurde, folgte 2012 die abermalige Rückkehr für ein nunmehr drittes Engagement zu Nacional.

#### Rückkehr nach Uruguay
Mitte Januar 2012 unterschrieb er bei den Montevideanern als Ersatz für den zu Bavas vormaligem Arbeitgeber Club Libertad abgewanderten Nacional-Torhüter Rodrigo Muñoz zunächst für ein halbes Jahr. Seither absolvierte Bava, der in der Saison 2011/12 einen weiteren uruguayischen Meisterschaftsgewinn mit den Montevideanern feiern konnte, 2011/12 fünf und 2012/13 29 Einsätze in der Primera División für die Bolsos und kam in beiden Spielzeiten zu insgesamt acht Copa-Libertadores- und vier Copa-Sudamericana-Einsätzen. In der Saison 2013/14 stand er 14-mal in der Liga auf dem Platz und bestritt drei Partien der Copa Libertadores 2014. In der Saison 2014/15 wurde er fünfmal in der Primera División eingesetzt und wurde erneut Uruguayischer Meister mit Nacional. Im Juli 2015 wechselte er zum Erstligaaufsteiger Liverpool Montevideo, für den er in der Spielzeit 2015/16 27 Erstligaspiele bestritt.
Im Juli 2016 schloss er sich Atlético Bucaramanga aus Kolumbien an und lief dort in 21 Erstligapartien auf. Am 7. Januar 2017 wurde sein Wechsel zu Chicago Fire vermeldet. Bava unterschrieb einen Einjahresvertrag. Bislang (Stand: 15. Juli 2017) bestritt er acht Spiele in der MLS.

### Nationalmannschaft
Im U-23-Team der uruguayischen Fußballnationalmannschaft absolvierte Bava unter Trainer Juan Ramón Carrasco ein Länderspiel, als er in der mit 0:3 verlorenen Partie gegen Chiles Auswahl am 7. Januar 2004 beim vorolympischen südamerikanischen U-23 Qualifikationsturnier eingesetzt wurde.

### Erfolge
- 5× Uruguayischer Meister (2002, 2005, 2005/06, 2011/12, 2014/15)
- 1× Paraguayischer Meister (2007)